# Ardengheschi

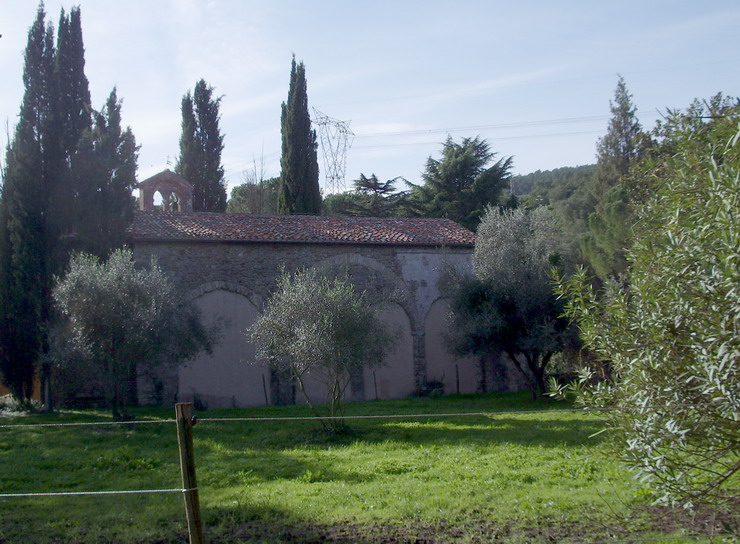
La Badia Ardenghesca nei pressi di Civitella Paganico, fondata dagli Ardengheschi.

Gli Ardengheschi furono un'antica famiglia comitale, forse di origine longobarda, protagonista delle vicende storiche medievali di Siena e della Maremma.

## Storia
Gli  Ardengheschi furono una famiglia comitale, forse di origine longobarda, che nel corso del Medioevo, a partire dal X secolo, ebbe alcuni feudi a cavallo tra le attuali province di Grosseto e Siena, in un'area che spazia tra le Colline Metallifere sud-orientali, la valle dell'Ombrone, la valle del Merse e la valle del Farma. Questi possedimenti furono detti "contea Ardenghesca". I loro domini si incentravano su una serie di castelli e borghi fortificati.
Alla famiglia degli Ardengheschi (e prima a quella degli Aldobrandeschi) si lega anche la pieve di San Marco in Sovigliana (posta tra Lari, Capannoli e Terricciola in provincia di Pisa).  
Dal 1151 la Repubblica di Siena entrò in conflitto con gli Ardengheschi per il controllo del loro territorio. Nel 1156 gli Ardengheschi vendettero il castello di Orgia ai senesi, ma la disputa si concluse nel 1202 con la definitiva sottomissione della famiglia allo Stato Senese, ottenuta con la forza delle armi. Tuttavia la famiglia, che nel 1213 giurò fedeltà al comune di Siena , mantenne vari privilegi su alcune terre del proprio ex dominio. Da questa famiglia, si fa derivare la dinastia senese dei Chigi.